# ГЕС Рибург-Шверштадт
ГЕС Рибург-Шверштадт (нім. Kraftwerk Ryburg-Schwörstadt) — гідроелектростанція на річці Рейн на кордоні між Німеччиною та Швейцарією. Розташована між іншими ГЕС рейнського каскаду Бад-Зеккінген (вище по течії) та Рейнфельден.
У межах проєкту, реалізованого в період з 1927 по 1931 рік, Рейн перекрили греблею, у правій частині якої облаштовано машинний зал, а біля лівого берега чотири водопропускні шлюзи. Зал обладнано чотирма турбінами типу Каплан загальною потужністю 120 МВт, які при напорі у 10 метрів забезпечують виробництво 760 млн кВт·год на рік.
Станція не має судноплавного шлюзу, проте на швейцарському боці наявне обладнання для транспортування через перепону суден вагою до 1,5 тони шляхом їх перетягування по трасі із валків.
Видача продукції відбувається по ЛЕП, що працюють під напругою 100 (у Німеччину) та 50 (у Швейцарію) кВ.
З водосховища також набирає воду ГАЕС Зеккінген.